# Rignot-Gletscher
Der Rignot-Gletscher ist ein rund 6 km langer Gletscher auf der Thurston-Insel vor der Eights-Küste des westantarktischen Ellsworthlands. Er fließt von der King-Halbinsel in nördlicher Richtung zum Abbot-Schelfeis im Peacock-Sund.
Das Advisory Committee on Antarctic Names benannte ihn 2003 nach dem Geophysiker Eric Rignot vom Jet Propulsion Laboratory, der seit den 1990er-Jahren die Gletscherbewegungen in Antarktika untersucht.